# سناء مظهر
سناء مظهر (انگلیسی: Sanaa Mazhar; زاده ۱۷ اوت ۱۹۳۲– درگذشته ۶ اوت ۲۰۱۸) هنرپیشه اهل مصر بود.